# Il perché delle cose
Il perché delle cose (El perquè de tot plegat) è un film a episodi del 1995 diretto da Ventura Pons.
Il soggetto è tratto dal fortunato libro di racconti del 1993 Il perché di tutto sommato (El perquè de tot plegat) di Quim Monzó.
Sentimenti e temi di alto profilo sono analizzati con ironia in quindici brevi episodi che indagano il comportamento umano e le dinamiche di coppia

## Trama

### Episodi

#### Volontà
Un uomo cerca di far parlare una pietra.

#### Saggezza
La scelta di essere una coppia aperta crea dei malumori, finché lei con articolate argomentazioni non convince il suo partner.

#### Onestà
Una capo infermiera rischia di tardare ad un appuntamento galante per le incombenze legate alla morte di un paziente avvenuta poco prima del cambio di turno. Raccolto l'aiuto di un giovane medico può dunque essere puntuale al tanto atteso appuntamento. Sul punto di andarsene riguarda il bel medico e decide di restare in ospedale ad aiutarlo.

#### Sincerità
Una giovane coppia innamoratissima si promette eterna sincerità. Il pieno rispetto dell'intendimento porta a una rottura praticamente immediata.

#### Sottomissione
Una donna matura riflette sulla sua propensione a farsi sottomettere dal proprio partner.

#### Competizione
Morell ha una relazione con Babà ma si invaghisce della vicina che scruta dal suo balcone. Acquistato un telescopio comincia a spiarla fino a quando non scopre che anche lei fa lo stesso con lui. Inizia così un gioco al rialzo a chi stupisce di più il proprio dirimpettaio, finché la vicina non ospita in casa proprio Babà.

#### Passione
Un uomo avvicina il marito della sua amante, perché lo aiuti a vincere la possessività della donna. Il marito, dopo essersi fatto pregare, gli consiglia di sposarla.

#### Compenetrazione
Un uomo e la sua giovane amante si confrontano in una lunga telefonata nella quale bisticciano mentendo entrambi ripetutamente ma poi, al di là di tutto, si dimostrano fatalmente attratti.

#### Ego
Un uomo accusato di egocentrismo dalla sua nuova partner, ammette il proprio difetto che non sembra avere rimedi.

#### Ripicca
Pur amando Piti, Grmpf finisce in una relazione con Xevi. Piti la riavvicina ma lei gli dice che è troppo tardi. Xevi la tradisce con Mari, inducendola a gettarsi da Piti, che però stavolta è lui a dirle che è troppo tardi. Dopo una crisi, Grmpf prende a frequentare Toni, ma solo come amica. Toni incontra Anni e lascia Grmpf che, stizzita, si concede al primo che incontra.

#### Desiderio
Una donna matura ripensa a come una notte in un albergo, suo marito si disperò perché, sebbene eccitato trovo inopportuno avvicinarsi a lei, costringendo sia lui che lei a ripiegare sull'autoerotismo.

#### Gelosia
Un uomo è geloso del proprio membro verso il quale la sua partner ha una sorta di adorazione.

#### Amore
Una bibliotecaria si concede ad un innamoratissimo giocatore di football trattandolo però sempre con estrema freddezza. Dopo molto tempo lei cede alle richieste del ragazzo di mostrarsi più affettuosa. Diventata dolce come a lungo richiesto, a lui non piace più.

#### Fede
Il marito fa una dichiarazione d'amore accorata alla propria moglie che però, nonostante tutto, avanza dei dubbi sulla sua fondatezza. Riuscirà ad essere così insistente da indurre il marito a risponderle male e a confermare quindi il suo convincimento iniziale.

#### Dubbio
Un uomo in cerca di funghi si imbatte in uno gnomo che è pronto a soddisfare un suo desiderio da esprimersi entro cinque minuti. L'uomo è indeciso fino all'ultimo quando esprime il desiderio di far apparire un nuovo gnomo. Ma poi è consapevole che non gli basteranno altri cinque minuti per decidersi...

## Riconoscimenti
- 1996 - Premio Goya
  - Candidatura per la Migliore sceneggiatura non originale a Ventura Pons
  - Candidatura per la Miglior colonna sonora a Carles Cases